# Mối tình lặng lẽ
Mối tình lặng lẽ (Tên gốc:思慕的人 - Tiếng Anh:An Adopted Daughter (AAD) - Tạm dịch:Người con gái nuôi) là một bộ phim truyền hình Đài Loan,do Trần Di Gia,Tạ Thừa Quân và Lý Dịch đóng vai chính.Bộ phim phát sóng lần đầu vào ngày 10 tháng 7 năm 2015 và kết thúc vào ngày 31 tháng 7 năm 2015 với tổng độ dài là 15 tập.Tại Việt Nam,bộ phim phát sóng vào ngày 12 tháng 7 năm 2015 đến ngày 3 tháng 8 năm 2017 vào lúc 22:00 hàng ngày.

## Phát sóng

### Phát sóng lần đầu
| Kênh truyền hình                                                             | Quốc gia   | Ngày phát sóng                              | Thời gian phát sóng                         |
| ---------------------------------------------------------------------------- | ---------- | ------------------------------------------- | ------------------------------------------- |
| SET Taiwan                                                                   | Đài Loan   | Ngày 10 tháng 7,2015 - Ngày 31 tháng 7,2015 | 22:30 - 24:00 thứ Sáu hàng tuần             |
| SET Taiwan                                                                   | Đài Loan   | Ngày 7 tháng 8,2015 - Ngày 11 tháng 9,2015  | 22:00 - 23:30 thứ Sáu hàng tuần             |
| SET Taiwan                                                                   | Đài Loan   | Ngày 18 tháng 9,2015                        | 22:30 - 24:00 thứ Sáu hàng tuần             |
| 三立戲劇台                                                                   | Đài Loan   | Ngày 10 tháng 7,2015 - Ngày 8 tháng 7,2015  | 22:30 - 24:00 thứ Sáu hàng tuần             |
| 三立戲劇台                                                                   | Đài Loan   | Ngày 14 tháng 8,2015 - Ngày 18 tháng 9,2015 | 22:00 - 23:30 thứ Sáu hàng tuần             |
| 三立戲劇台                                                                   | Đài Loan   | Ngày 25 tháng 9,2015                        | 22:30 - 24:00 thứ Sáu hàng tuần             |
| 八大第一台                                                                   | Đài Loan   | Ngày 11 tháng 7,2015                        | 10:30 - 12:00 thứ Bảy hàng tuần             |
| Jia Le Channel                                                               | Singapore  | Ngày 5 tháng 9,2015                         | 21:00 - 22:30 thứ Bảy hàng tuần             |
| Astro Hua Hee Dai Astro Hua Hee Dai HD                                       | Malaysia   | Ngày 10 tháng 1,2016                        | 19:00 - 20:00 thứ Bảy và Chủ nhật hàng tuần |
| CHT MOD                                                                      | Đài Loan   | Ngày 14 tháng 2,2016                        | 20:00 - 22:00 Chủ nhật hàng tuần            |
| -Dragon Television -Chiết Giang TV -安徽衛視 -北京卫视 -Southeast Television | Trung Quốc | Ngày 10 tháng 8,2016                        | 19:30 thứ Bảy và Chủ nhật hàng tuần         |
| TTV Main Channel                                                             | Đài Loan   | Ngày 13 tháng 4,2017                        | 20:00 - 22:00 từ thứ Hai đến thứ Sáu        |
| Echannel                                                                     | Việt Nam   | Ngày 12 tháng 7,2017 - Ngày 3 tháng 8,2017  | 22:00 - 23:00 hàng ngày                     |

### Phát lại
| Kênh truyền hình | Quốc gia | Ngày phát sóng        | Thời gian phát sóng              |
| ---------------- | -------- | --------------------- | -------------------------------- |
| SET Taiwan       | Đài Loan | Ngày 11 tháng 7,2015  | 03:30 - 05:00 thứ Bảy hàng tuần  |
| SET Taiwan       | Đài Loan | Ngày 11 tháng 7,2015  | 12:30 - 14:00 thứ Bảy hàng tuần  |
|                  | Đài Loan | Ngày 12 tháng 7,2015  | 08:30 - 10:00 Chủ nhật hàng tuần |
| 三立戲劇台       | Đài Loan | Ngày 13 tháng 7,2015  | 03:30 - 05:00 thứ Hai hàng tuần  |
| 三立戲劇台       | Đài Loan | Ngày 13 tháng 7,2015  | 9:30 - 11:00 thứ Hai hàng tuần   |
| 八大第一台       | Đài Loan | Ngày 11 tháng 7,2015  | 20:00 - 21:30 thứ Bảy hàng tuần  |
| 八大第一台       | Đài Loan | Ngày 31 tháng 12,2016 | 10:30 - 12:00 thứ Bảy hàng tuần  |
| 八大第一台       | Đài Loan | Ngày 31 tháng 12,2016 | 20:00 - 21:30 thứ Bảy hàng tuần  |
| 八大第一台       | Đài Loan | Ngày 1 tháng 1,2017   | 00:00 - 01:30 Chủ nhật hàng tuần |

## Nội dung
Lấy bối cảnh ở Đài Loan sau Thế chiến thứ II,bộ phim kể về mối tình tay ba giữa Yuki(Liên Tịnh Văn),Trần Minh Nghĩa(Tạ Thừa Quân) và Văn Xương(Lý Dịch).

## Phân vai
Chú ý:Số tập sau là số tập theo bản gốc

### Diễn viên chính
- Liên Tịnh Văn vai Yuki (trưởng thành) (tập 4-15)
- Lý Nhu Trân vai Yuki (nhỏ) (tập 1-4)
- Trần Mĩ Oanh vai Yuki (sơ sinh) (tập 1)
- Tạ Thừa Quân vai Trần Minh Nghĩa/A Nghĩa (trưởng thành) (tập 4-15)
- Uông Thần Viên vai Trần Minh Nghĩa/A Nghĩa (nhỏ) (tập 1-4)
- Lý Dịch vai Văn Xương (tập 6-13;15)

### Diễn viên phụ
- Huống Minh Khiết vai Liệu Á Tước Lý Phương Kiều (trung niên) (tập 7-11)
- Hàn Du vai Liệu Á Tước Lý Phương Kiều (trẻ) (tập 1-2)
- Y Chánh vai Khâu Chánh Lượng/A Lượng (tập 9)
- Hoàng Văn Tinh vai Khâu Chánh Lượng/A Lượng (trẻ) (tập 1-2)
- Lâm Kiện Hoàng vai Lại Thanh Phu (tập 1-3)
- Phương Quý Vi vai A Cúc (tập 1-15)
- Ngô Bằng Phụng vai Lâm Hà Thổ/A Thổ (tập 1-4;14)
- Lưu Hiểu Ức vai Võng Thị (tập 1-4;12;14)
- Hoàng Hoài Thần vai Lại Tử Triết (tập 1)